# Albert Batlle i Bastardas
Albert Batlle i Bastardas   (Barcelona, 1953) és un advocat, polític i gestor públic català que ha desenvolupat gran part de la seva trajectòria professional a l'Ajuntament de Barcelona i a la Generalitat de Catalunya. És llicenciat en Dret per la Universitat de Barcelona.

## Biografia
Batlle nasqué al barri de Sant Gervasi de Barcelona. Cursà els primers estudis a l'escola Nausica i els secundaris a l'Institut Menéndez Pelayo. Entrà a l'escoltisme a l'AE Jaume Balmes de Minyons Escoltes, on restà fins finals dels anys 70. A la universitat prengué contacte amb grups d'estudiants d'esquerra catalanista com ara Estudiants Revolucionaris (vinculat al Partit Socialista d'Alliberament Nacional). El 1975 entrà a Convergència Socialista de Catalunya i participà en el procés de creació del Partit dels Socialistes de Catalunya, on milità i exercí diversos càrrecs orgànics (Comissió Executiva Nacional, etc.). Entre els anys 1977 i 1983 exercí l'advocacia.

### Trajectòria política
L'any 1983 inicià la seva trajectòria política com a regidor a l'Ajuntament de Barcelona amb diverses responsabilitats, entre d'altres com a regidor d'Esports (1995-2003), regidor del districte Horta-Guinardó, i com a membre de l'Àrea d'Esports de la Diputació de Barcelona.
A finals de l'any 2003 fou nomenat Secretari de Serveis Penitenciaris Rehabilitació i Justícia Juvenil, òrgan adscrit al Departament de Justícia de la Generalitat, càrrec que desenvolupà fins al gener de l'any 2011. L'any 2011 fou nomenat director adjunt de l'Oficina Antifrau de Catalunya.

### Direcció de Mossos
El 10 de juny de 2014 fou nomenat director general de la Policia, en substitució de Manel Prat i Peláez. Tres anys després, el 17 de juliol de 2017 va presentar la seva dimissió davant del conseller d'Interior, Joaquim Forn, quan falten dos mesos i mig per a la data anunciada pel Govern per a la celebració del referèndum d'independència de l'1-O. El seu successor va ser Pere Soler i Campins.
El març de 2019 es va incorporar a Units per Avançar.